# Пуплы
Пуплы́ (бел. Пуплы́) — деревня в составе Паршинского сельсовета Горецкого района Могилёвской области Республики Беларусь.

## Население
- 1999 год — 37 человек
- 2010 год — 18 человек